# Naturschutzgebiet Techin
Koordinaten: 53° 34′ 18,2″ N, 10° 56′ 27,6″ O
Das Naturschutzgebiet Techin ist ein 629 Hektar umfassendes und aus zwei Teilgebieten bestehendes Naturschutzgebiet in Mecklenburg-Vorpommern südlich von Lassahn. Die Unterschutzstellung erfolgte am 15. Mai 1990 mit dem Ziel, einen Ausschnitt des Schaalsees mit Uferbereichen, Mooren und Feuchtwiesen zu erhalten. Der namensgebende Ort Techin befindet sich zwischen den beiden Teilflächen.
Das Naturschutzgebiet befindet sich im Biosphärenreservat Schaalsee. Der aktuelle Gebietszustand wird als gut angesehen. Bis auf eine Badestelle bei Techin ist ein Betreten der Flächen nicht möglich.
Das Naturschutzgebiet bildet zusammen mit den Naturschutzgebieten Niendorfer-Bernstorfer Binnensee und Strangen, mit dem Mündungsbereich der Schaale in den Schaalsee und den Flächen des Schaalsees die im Gebiet von Mecklenburg-Vorpommern liegen, das FFH-Gebiet Schaalsee (MV).

## Grünes Band
Das Naturschutzgebiet ist aufgrund der für mehrere Jahrzehnte abgeschiedenen Lage an der innerdeutschen Grenze heute Teil des sogenannten Grünen Bandes. Die Naturschutzgebiete im Bereich des Grünen Bandes in Mecklenburg-Vorpommern sind (von Nord nach Süd) im Biosphärenreservat Schaalsee die NSG Wakenitzniederung, Kammerbruch, Campower Steilufer, Kiekbuschwiesen bei Neuhof, Mechower See, Goldensee, Techin  weiterhin die NSG Wallmoor, Pipermoor/Mühlbachtal, Stecknitz-Delvenau sowie im Naturpark Mecklenburgisches Elbetal die NSG Elbhang "Vierwald", Elbdeichvorland, Rüterberg, Binnendünen bei Klein Schmölen und Löcknitztal-Altlauf.